# ارس ترکستانی
ارس ترکستانی (نام علمی: Juniperus pseudosabina) نام یک گونه از سرده ارس است.